# Kishidan
Kishidan (氣志團?) es una banda de rock japonés, su nombre significa "Los Caballeros", en alusión a un grupo de caballeros medievales. En el arte incluida en el sus discos compactos ellos se identifican como "Midnight Special The Knights KISHIDAN From Route 127 of Fairies" (Los caballeros de la routa 127 de las hadas, en el especial de medianoche). Kishidan es un sexteto con un toque retro- nostálgico, vistiéndose con gakuran (uniformes escolares japoneses) alargados en estilos yankees y Bōsōzoku (pandilleros motociclistas), Kishidan representa a los "chicos malos", comunes en los '80s.
Sus canciones rockandrolescas de estribillos pegadizos que hablan del amor, el instituto, la juventud y la amistad, junto a los bailes que se inventan para cada canción hace que todo el mundo pueda disfrutar de su música. Sus fanes son conocidos como los KISSES (Kishisuzu), es por ello que en los agradecimientos de cualquier disco o DVD que ellos hagan aparece al final "...and all kind kisses" en referencia a sus fanes. El buen trato a sus fanes es algo por lo que se caracterizan mucho.
Kishidan se separó a finales del 2006, pero en 2009 volvieron pisando fuerte y prometieron a todos sus fanes que no se volverían a separar, que estarían siempre juntos.

## Miembros
- Ayanokouji Shou (綾小路 翔?) (Show) — más conocido como Show-yan Ayanocozey, aunque tiene montones de apodos como Ayanocozey "Seroniasu" Show-yan, Danchou (A los jefes de las bandas callejeras se les llaman Banchou y a Show-yan le llaman Danchou por el "Dan" de Kishidan), etc.

Es el cantante y líder del grupo. Nació el 26 de abril en Kisarazu (Chiba). Mide 1.84m. Se caracteriza por su alegría y jovialidad. Se define como el chico de los eternos 16 años y se podría decir que es un hombre "multifuncional" porque sabe hacer de todo; canta, toca la guitarra, el bajo, la batería, hace de DJ en los clubes, y miles de cosas más. Además le encanta el manga (aunque los antiguos) y entre sus grupos favoritos destacan BOØWY, The Checkers, Complex, X Japan, The Sex Pistols y otros muchos que le inspiran a componer sus canciones.
Cuando era joven, formaba parte de una pandilla en su instituto, es por ello que Kishidan mantiene esa estética, ya que después de todo, él sigue teniendo 16 años.
- Saotome Hikaru (早乙女 光?) (Hikaru) — Hikaru-chan es el co-cantante y bailarín del grupo y siempre va acompañando a Show-yan. Nació el 24 de enero y mide 1.73cm. Hikaru posee un idioma propio e incomprensible, ya que se supone que tiene 4 años de edad mental.

Pero que no os engañe, ahí donde le véis que sólo baila y hace los coros (además de hacer piruetas durante algunas canciones) sabe tocar la guitarra, el bajo y la batería, aunque en ninguna canción lo hace él.
Hikaru nació en Kisarazu y conoció a Show-yan en el instituto, cuando tenían 15 años. Aunque según Show-yan cuenta, Hikaru en privado sigue siendo "poco hablador".
- Saionji Hitomi (西園寺 瞳?) (Tommy) — Más conocido como Tommy, es uno de los dos guitarristas de Kishidan, normalmente es el solista, aunque no siempre es así. Nació el 23 de octubre en Tokio y mide 2.09m.

De los seis es el único que tiene una carrera universitaria (estudió economía) y el que mejor habla inglés, ya que su hermano vive en Hawái (es por eso que Kishidan ya ha hecho varios conciertos allí).
Aunque empezó tocando el bajo, descubrió que la guitarra era su pasión muy probablemente gracias a que uno de sus mayores ídolos es Tomoyasu Hotei.
- Hoshi Grandmarnier (星 グランマニエ?) (Ranma) — Ranma es el otro guitarrista del grupo. Nació el 1 de marzo en Kagoshima, mide 1.87.

Además de tocar la guitarra, es el que compone todas las canciones para que luego Show-yan le ponga las letras.
Tiene una canción que canta a dúo con él que se llama "330", es por eso que para los KISSES el 30 de marzo lo consideren un día especial.
Le encanta beber, tanto es así que en 2005, semanas antes de un super GIG que Kishidan había preparado al que llamaron "The last song", Ranma se emborrachó tanto que intentó escalar de un segundo a un tercer piso por la ventana y se cayó, provocándole heridas que le impidieron participar en el evento.
Antes de la separación de Kishidan, lucía un mini-tupé negro, pero cuando volvieron a los escenarios sorprendió a todos los fanes con un tupé rubio (aunque ahora lo tiene bicolor)
- Shiratori Shouchikubai (白鳥 松竹梅?) (Matsu) — aunque es más conocido por Matsu, también le suelen llamar Terry. [GUITAR BASS]. Es el encargado del bajo. Nació el 17 de marzo en Kagoshima al igual que Ranma, mide 1.78m.

Matsu también tuvo un cambio de look con la reaparición de Kishidan; pasó de tener el pelo larguísimo a un tupé que le hizo rejuvenecer mucho.
Siente una gran debilidad por las chicas, es por ello que suelen llamarle "pervertido" entre las fanes.
- Shiratori Yukinojou (白鳥 雪之丞?) (Yukki) — Yukki es el batería. Nació el 24 de mayo en Kisarazu y mide 1.83m.

Puede que uno de sus rasgos más característicos sean sus amaneradas formas (es bisexual), además de que le encanta vestirse de mujer. Además de que, como tiene la cabeza rapada, disfruta poniéndose pelucas de todo tipo.
Conoce a Show-yan y a Hikaru desde jovencitos y es por ello que decidieron formar el grupo juntos.

## Discografía

### Álbumes
- 房総与太郎路薫狼琉 (Bousou Yotarou Rock'n'Roll) (2000-10-06)
- One Night Carnival (2001-06-22)
- 1/6 LONELY NIGHT (2002-04-11)
- BOYS' COLOR (2003-03-26)
- TOO FAST TO LIVE TOO YOUNG TO DIE (2004-03-17)
- 死無愚流　呼麗苦衝音+3 (Singles Collection +3)(2004-11-25)
- 愛 羅 武 勇 (Ai Ra Bu Yuu / "I Love You")(2005-10-26)
- Six Senses (2007-03-28)
- Kishidan Grateful EMI Years 2001-2008 房総魂: Song for Route 127 (Kishidan Grateful EMI Years 2001-2008 Boso Damashi: Song for Route 127) (2007-03-28)
- 木更津グラフィティ  (kisarazu graffiti) (2010-09-15)
- 蔑衆斗 呼麗苦衝音 (2011-12-21)
- 日本人 (Nipponjin) (2012)

### Sencillos
- One Night Carnival (2002-05-29)
- 恋人／Love Balladは歌えない (Koibito/Love Ballad wa Utaenai) (2002-09-04)
- スウィンギン・ニッポン (Swingin' Nippon) (2003-06-11)
- SECRET LOVE STORY (2003-10-29)
- キラ キラ！ (Kira Kira!) (2004-02-18)
- 結婚闘魂行進曲「マブダチ」 (Kekkon Toukon Koushinkyoku "Mabudachi") (2004-06-16)
- 族 (Zoku) (2004-09-01)
- 夢見る頃を過ぎても (Yumemiru koro wo Sugitemo) (2005-03-02)
- 俺達には土曜日しかない (Oretachi ni wa Doyoubi Shikanai) (2005-06-15)
- You & Me Song (2005-09-07)
- The アイシテル (The AISHITERU) (2006-08-09)
- さよなら世界／おまえだったんだ (Sayonara Sekai/Omae Dattanda) (2009-11-11)
- 愛してナイト！ (ai shite night!) (2010-09-01)
- MY WAY (2011-12-07)
- Super boy friend  (2012-09-05)

## Videoclips
- One night carnival (2001)
- デリケートにキスして (delicate ni kiss shite) (2002)
- 湾岸夜想曲～ルシファーズ・ハンマー'94～ (Wangan Yasokyoku ~Lucifer's Hammer '94~) (2002)
- 黒い太陽 (kuroi taiyou) (20002)
- スウィンギン・ニッポン (swingin nippon) (2003)
- Secret love story (2003)
- キラ キラ！ (kira kira) (2004)
- 結婚闘魂行進曲「マブダチ」(kekkon toukon koushinkyoku "mabudachi") (2004)
- 族 (zoku) (2004)
- 俺達には土曜日しかない (oretachi ni wa doyoubi shikanai) (2005)
- You and me song (2005)
- 夢見る頃を過ぎても (Yume miru koro wo Sugite mo) (2005)
- おまえだったんだ (omae dattanda)(2009)
- さよなら世界 (sayonara sekai) (2009)
- 愛してナイト！ (ai shite night) (2010)
- 木更津サリー (kisarazu sally) (2010)
- Rock'n'roll graffiti (2010)
- MY WAY (2011)
- 日本人 (Nipponjin) (2012)
- Super Boy Friend  (2012)
- One Night Carnival 2013 (2013)

### DVD
- 氣志團現象－外伝－DVD「恋人」 (2002-09-26)

(Kishidan Genshou ~ Gaiden ~ DVD "Koibito")
- 氣志團現象完全版－2000－2002－ (2003-03-05)

(Kishidan Genshou Kanzenban - 2000-2002 -)
- 氣志團万博2003木更津グローバル・コミュニケーション！！～Born in the toki no K-city～ (2003-11-27)

(Kishidan Banpaku 2003 Kisarazu Global Communication!! ~Born in the toki no K-city~)
- 氣志團現象大全－SAMURAI SPIRIT SUICIDE－ (2004-07-26)

(Kishidan Genshou Daizen -Samurai Spirit Suicide-)
- 氣志團現象最終章"THE LAST SONG"in 東京ドーム (2005-02-23)

(Kishidan Genshou Saishuushou "The Last Song" in Tokyo Dome)
- 氣志團現象番外編 NEVER ENDING SUMMER (2005-12-07)

(Kishidan Genshou Bangaihen Never Ending Summer)
- 氣志團万博2006 極東 Never Land (2006-12-20)

(Kishidan Banpaku 2006 Kyokutou Never Land)
- 氣志團列島-Japanolomania- NHKスーパーライブRe-edit (2008-6-11)

- 氣志團現象2009 Again and Again (2009-7-4)

(Kishidan Genshou 2009 Again and Again)
- 氣志團現象2010 ロックンロール･グラフィティ (2011-05-25)

(Kishidan Genshou 2010 Rock And Roll Graffiti)
- KISHIDAN DEBUT 10th ANNIVERSARY 極東 ROCK N'ROLL HIGH SCHOOL

氣志團 vs DJ OZMA (2012-03-28)
(Kishidan Debut 10th Anniversary Kyokuto Rock N' Roll High School Kishidan vs DJ OZMA)

## Otros
- 氣志團現象（１）～さよならの果実たち～ (VHS 2001-12-06)

(Kishidan Genshou (1) ~Sayonara no Kajitsutachi~)
- 氣志團現象（２）～肌色だけのエンジェル～ (VHS 2002-01-23)

(Kishidan Genshou (2) ~Hadairo Dake no Angel~)
- 氣志團現象（３）～朝日の中のレクイエム～ (VHS 2002-02-27)

(Kishidan Genshou (3) ~Asahi no Naka no Requiem~)